# Peremoha (métro de Kharkiv)
 (novembre 2024).
Si vous disposez d'ouvrages ou d'articles de référence ou si vous connaissez des sites web de qualité traitant du thème abordé ici, merci de compléter l'article en donnant les références utiles à sa vérifiabilité et en les liant à la section « Notes et références ».
Peremoha est une station de métro à Kharkiv, en Ukraine. Terminus nord de la ligne 3 du métro de Kharkiv, elle a ouvert aux passagers le 25 août 2016.